# Ferrari Dino 206S

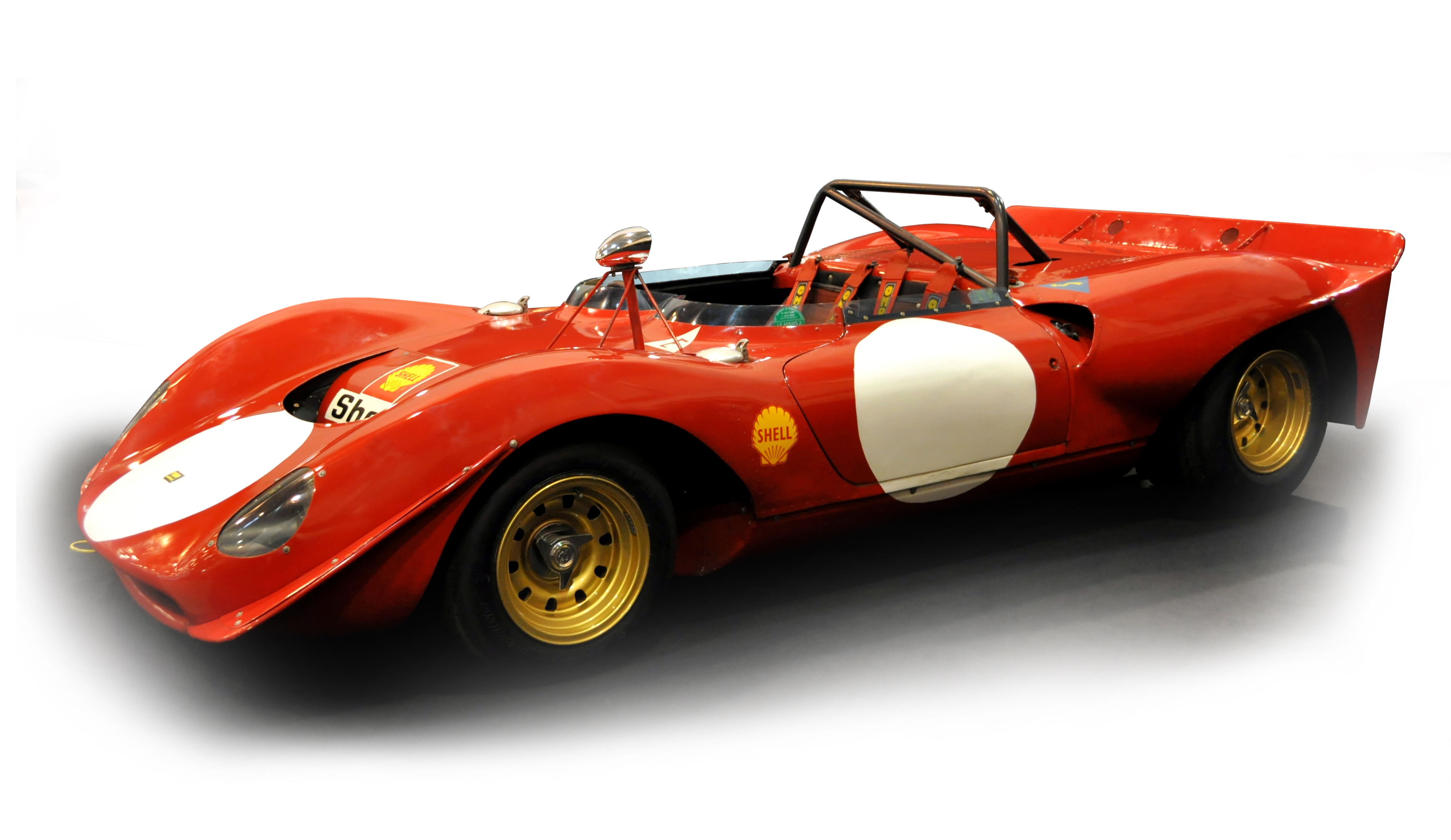
Fahrgestell 018 mit einer speziellen Spyder-Karosserie; dieses Fahrzeug kam nur bei Bergrennen zum Einsatz

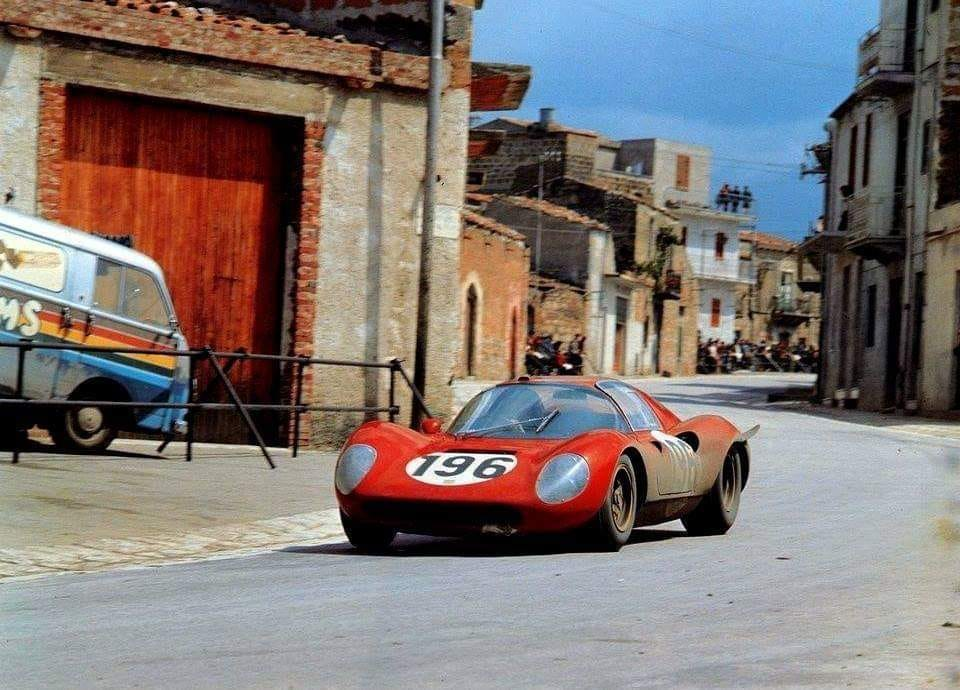
Ferrari Dino 206 von Jean Guichet und Giancarlo Baghetti bei der Targa Florio 1966

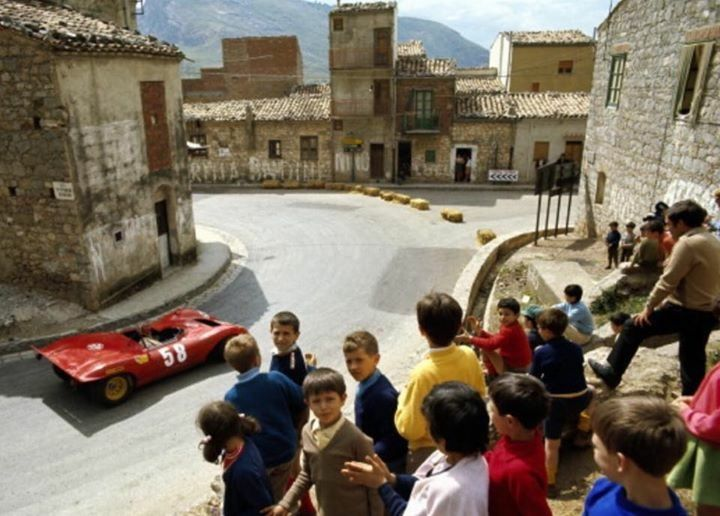
Ein Ferrari Dino 206S bei der Targa Florio 1970

Der Ferrari Dino 206S war ein Rennsportwagen, den die Techniker der Scuderia Ferrari 1966 für Sportwagenrennen entwickelten.

## Hintergrund und Technik
Der 1966 bei Ferrari entwickelte Dino 206S war das Nachfolgemodell des 206P aus dem Jahr 1965. Der Dino 206 wurde oft als „kleiner“ P3 bezeichnet, da sich die Karosserien, die beide bei Piero Drogo gebaut wurden, sehr ähnlich waren. Wie alle 1960er Dino-Sportwagen hatte der Wagentyp einen 2-Liter-V6-Mittelmotor. Konzipiert wurde der Dino 206S für Sportwagen- und Bergrennen. 50 Fahrzeuge sollten gebaut werden, langanhaltende Streiks in Oberitalien im Frühjahr 1966 verursachten jedoch einen erheblichen Produktionsrückstand, sodass nur 18 Stück fertiggestellt wurden.

## Renngeschichte
Dieser Ferrari-Rennwagentyp hatte eine lange Renngeschichte, die den Zeitraum von 1966 bis 1973 umfasste. Insgesamt wurden bei Sportwagenrennen 99 Meldungen in dieser Zeit von unterschiedlichen Teams und Besitzern abgegeben. 13 Gesamtsiege konnten erzielt werden; 25 Podiumsplätze eingefahren und zwölf Klassensiege verbucht werden. Bei Bergrennen konnte der Dino 206S nicht an die Erfolge des 206P anschließen, mit dem 1965 Ludovico Scarfiotti in der Europa-Bergmeisterschaft die Sportwagenwertung gewann. 1968 gab die Scuderia daher das Dino-Konzept bei Bergrennen auf und entwickelte 1969 mit dem Ferrari 212E Montagna einen eigenen Bergspider.
Bei Sportwagenrennen gab der 206S sein Renndebüt beim 12-Stunden-Rennen von Sebring 1966. Ludovico Scarfiotti und Lorenzo Bandini kamen als Gesamtfünfte ins Ziel. Der Rückstand von 22 Runden auf die Gesamtsieger Ken Miles und Lloyd Ruby im Werks-Ford war aber beträchtlich. Erfolge gab es bei der Targa Florio und dem 1000-km-Rennen auf dem Nürburgring dieses Jahres mit jeweils zweiten Rängen. Bei der Targa waren Jean Guichet und Giancarlo Baghetti am Steuer von Fahrgestell 0852; auf der Nordschleife des Nürburgrings fuhren Scarfiotti und Bandini Fahrgestell 004; dritte wurden Pedro Rodríguez und Richie Ginther im Chassis 008.
Den ersten Rennsieg gab es 1966 bei der zur Sportwagen-Weltmeisterschaft zählenden Coppa Città di Enna 1966 in einem von Marsilio Pasotti privat gemeldeten Dino. Den ersten Sieg bei einem Bergrennen feierte Scarfiotti beim Bergrennen Sierra-Montagna 1966. Den letzten Sieg gab es 1968 durch Edoardo Lualdi bei der Coppa Città d’Orivetto; den letzten Renneinsatz 1973 beim 2-Liter-Sportwagenrennen von Imola.